# José Luis Trueba Lara
José Luis Trueba Lara (Ciudad de México, 19 de septiembre de 1960) es un escritor, periodista, editor, profesor e investigador universitario.

## Estudios y docencia
Cursó estudios de profesor de educación básica en la Escuela Nacional de Maestros, sociología en la Universidad Autónoma Metropolitana, filosofía de la ciencia en la misma institución y ciencias políticas en el CIDHEM. Ha ejercido la docencia en la Universidad Nacional Autónoma de México, Universidad Latinoamericana, la Universidad Intercontinental y la Universidad Tecnológica de México.
Da clases en materias como expresión oral y escrita, comunicación empresarial. Tiene una obsesión por los libros, en una clase, le confesó a sus alumnos que era un adicto a comprar libros que incluso no leía, pero que eran de esos libros que no podían faltar en una biblioteca.[cita requerida]

## Escritura, periodismo y edición
Ha publicado varios libros de historia, política, divulgación de la ciencia, reportaje y narrativa. Como periodista colaboró en El Nacional, UnomásUno y La Jornada, en Información científica y tecnológica, Mundo, Ciencia y desarrollo y ha sido coeditor de la revista Lee+. Asimismo, colaboró en varios suplementos culturales (sábado, Lectura y La Jornada Semanal). Ha realizado labores editoriales en el Grupo Editorial Santillana, Random House Mondadori, el Fondo de Cultura Económica, Ediciones Castillo, editorial Macmillan, el Consejo Nacional para la Cultura y las Artes, y Times Editores.